# خزب وبائي
الخَزَب الوَبائِيّ(بالإنجليزية: Epidemic dropsy) هو شكل من أشكال استسقاء الأطراف بسبب التسمم بواسطة الأرجمون المكسيكي. الخزب الوبائي هو حالة سريرية ناتجة عن استخدام زيوت الطعام المغشوشة بزيت بذور الأرجمون المكسيكي.
مادة الSanguinarine والdihydrosanguinarine هما المادتان السامتان الرئسيتان في زيت الأرجون. تسبب هاتان المادتان توسع الشعيرات الدموية بشكل كبير، وانتشار وزيادة نفاذية الشعيرات الدموية. عندما يتم غش زيت الخردل عمداً (كما في معظم الحالات) أو عن طريق الخطأ باستخدام زيت الأرجون، تحدث بيلة بروتينية (خاصة فقدان الألبومين)، مع وجود وذمة ناتجة كما يحدث في المتلازمة الكلوية.
الأعراض الرئيسية الأخرى هي الوذمة ثنائية الأطراف، والصداع، والغثيان، والأمعاء الرخوة، والحمامى، والجلوكوما وضيق التنفس.
يؤدي تسرب مكون البلازما الغني بالبروتين في قسم التخزين خارج الخلية إلى تشكيل وذمة. تؤدي النتائج الديناميكية الدموية الناتجة عن توسع ونفاذية الأوعية الدموية إلى حالة من نقص حجم الدم النسبي مع وجود محفز ثابت لحفظ السوائل والملح عن طريق الكلى. يبدأ المرض بأعراض الجهاز الهضمي يليه حمامى جلدي وتصبغ. تُلاحظ الأعراض التنفسية مثل السعال وضيق التنفس وضيق التنفس الاضطجاعي، والتي تتطور بعد ذلك إلى فشل القلب الاحتقاني من الجانب الأيمن.
فقر الدم الخفيف إلى المعتدل، ونقص بروتينات الدم، وآزوتيمية الكلى الخفيفة إلى المعتدلة، ونزيف الشبكية، والجلوكوما هي مظاهر شائعة. لا يوجد علاج محدد. تبقى إزالة الزيوت المغشوشة وعلاج أعراض قصور القلب الاحتقاني وأعراض الجهاز التنفسي، إلى جانب تناول مضادات الأكسدة والفيتامينات المتعددة، الركيزة الأساسية للعلاج.
الخزب الوبائي هو وباء يحدث في الأماكن التي يشيع فيها استخدام زيت الخردل (من بذور الكرنب الأسلي (BRASSICA JUNCEA) المعروف باسم الخردل الهندي) كوسيط شائع في الطعام.

## السبب

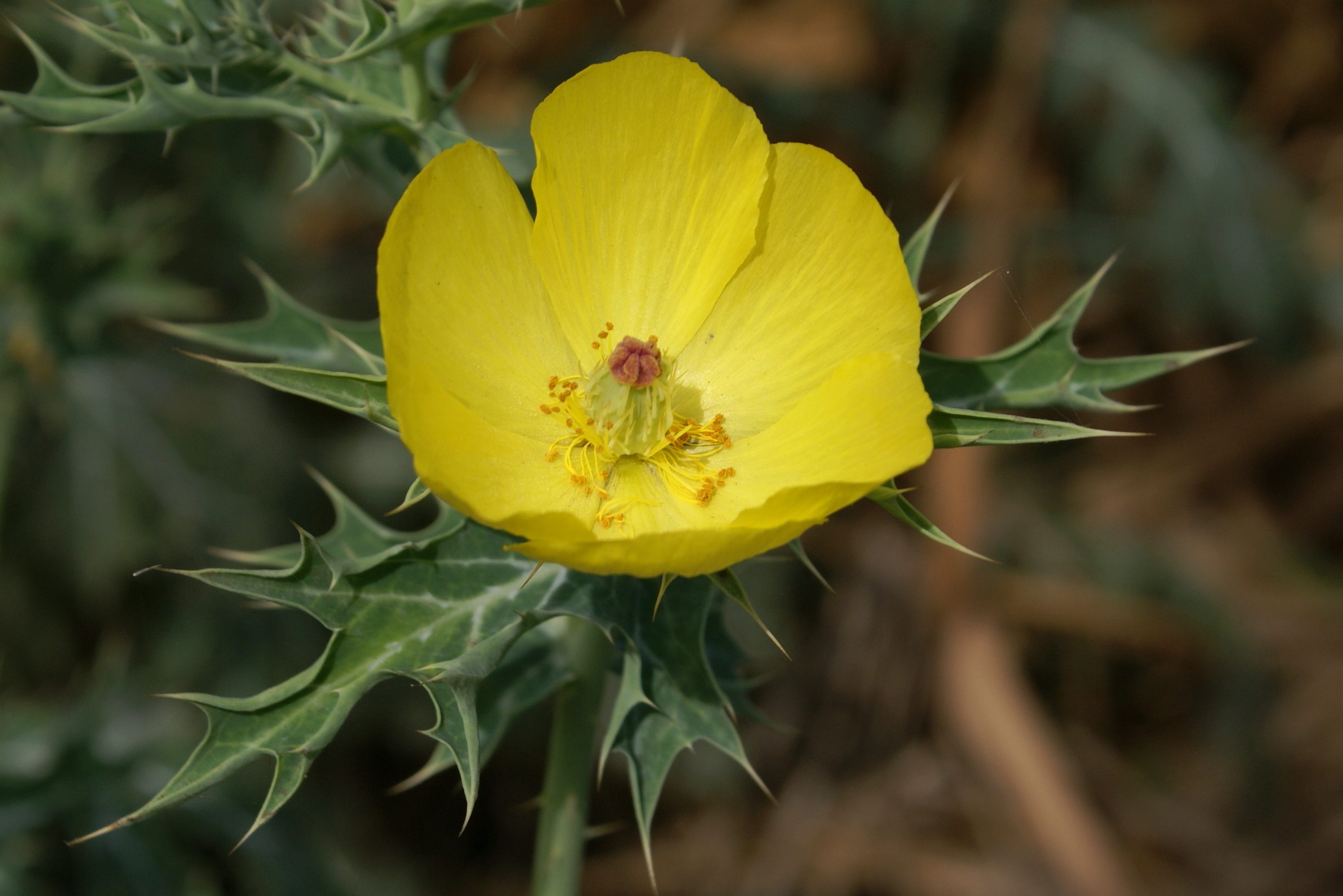
أرجمون مكسيكي

الأجمون المكسيكي (عائلة Papaveraceae)، من مواليد جزر الهند الغربية في الهند، والمعروفة باسم "Shailkanta" في ولاية البنغال و "Bharbhanda" في ولاية أتر برديش. ويُعرف أيضاً باسم "Pivladhatura" أو "Satyanashi"، وهذا يعني المدمرة. النبات ينمو بعنف في الخردل وغيرها من المجالات. بذوره سوداء اللون وتشبه بذور الخردل الداكن (Brassica juncea) في الشكل والحجم. يمكن بسهولة اكتشاف غش بذور الأرجون في بذور الخردل ذات اللون الأصفر الفاتح (Brassica compestris)، ولكن يصعب تصور هذه البذور عند مزجها مع بذور الخردل ذات اللون الداكن.
تنتج بذور الأرجون حوالي 35٪ من الزيت. يتراوح محتوى القلويد في زيت الأرجون من 0.44 ٪ إلى 0.50 ٪.  يتم استخدام بذور الأرجون كبديل بسبب سهولة توافرها وتكلفة منخفضة ومزجها الكامل بزيت الخردل.

## الانتشار

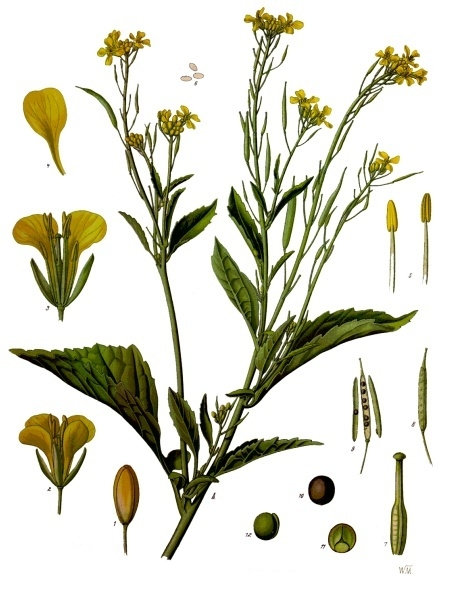
خردل هندي

إلى جانب الهند، تم الإبلاغ عن أوبئة واسعة النطاق من موريشيوس وجزر فيجي ومقاطعات شمال غرب كيب في جنوب إفريقيا ومدغشقر وأيضاً من نيبال. بصرف النظر عن الدراسة التي قامت بها جنوب إفريقيا، والتي وفقاً لها حدث الوباء من خلال التلوث في دقيق القمح، حدثت جميع الأوبئة من خلال استهلاك زيت الخردل الملوث بزيت الأرجون.
في هذه المجتمعات، يعتبر زيت الخردل هو زيت الطعام الرئيسي ثقافياً.
كانت الإشارة الأولى إلى التسمم بالزيت الأرجونى مقدمة من ليون، الذي أبلغ عن أربع حالات تسمم في كلكتا في عام 1877  من استخدام هذا الزيت في الغذاء.
منذ ذلك الحين، تم الإبلاغ عن الخزب الوبائي في البنغال وبيهار وأوريسا ومادهيا براديش وهاريانا وأسام وجي آند كي وأوتار براديش وغوجارات ودلهي وماهاراشترا، ويرجع ذلك أساسًا إلى استهلاك الطعام المطبوخ في زيت الأرجون المخلوط بزيت الخردل أو أحيانًا بواسطة  تدليك الجسم بالزيت الملوث.
الوباء في عام 1998 في نيودلهي، هو الأكبر حتى الآن، حيث فقد أكثر من 60 شخص حياتهم وتم نقل أكثر من 3000 ضحية إلى المستشفى. ذكرت دراسات قليلة النتائج التي توصلت إليها في المرضى المصابين بهذه الحالة.
حتى بعد ذلك، حدثت الأوبئة على وتيرة مقلقة في مدينتي جواليور (2000)، وقننوج (2002) ومدينة لكهنؤ (2005) في الهند.

## الآلية
تحدث الوفيات عادةً بسبب قصور القلب أو الالتهاب الرئوي أو متلازمة الضائقة التنفسية أو القصور الكلوي و يُمثل هذا حوالي 5٪ من الحالات. لم يتم توثيق التأثيرات طويلة المدى لِسُميّة زيت الأرجون، بسبب عدم وجود دراسات شاملة. تم الإبلاغ عن أن 25٪ من الحالات يكون لها وذمة بعد شهرين و 10٪ بعد 5 أشهر. تصبّغ الجلد وفقدان الشعر المفرط، والذي يستمر 4-5 أشهر بعد المرض.غالبية المرضى يتعافون تماماً في حوالي 3 أشهر.
أنواع الأكسجين التفاعلية والإجهاد التأكسدي:كشفت الدراسات التي أجريت في دم مرضى الخزب الوبائي عن وجود إنتاج ROS واسع النطاق (الأكسجين الواحدي وبيروكسيد الهيدروجين) في التسمم بزيت الأرجون مما يؤدي إلى نضوب مضادات الأكسدة الكلية في الجسم وخاصة مضادات الأكسدة القابلة للذوبان في الدهون مثل فيتامين E وA (توكوفيرول)  والريتينول). هناك تلف كبير لنظام الدفاع المضاد للأكسدة (إنزيمات مضادة للأكسدة ومضادات الأكسدة) من الدم.  قبل ذلك، أظهرت الدراسات المختبرية أن أنواع الأكسجين التفاعلية (ROS) وثيقة الصلة بسمية AO المسببة للتلف مما تسبب في تلف الأكسدة في الدهون في مختلف الكسور شبه الخلوية الكبدية بما في ذلك الميكروسومات والميتوكوندريا من الفئران.  
يؤدي التلف الذي يحدث في الغشاء المجهر الكبدي إلى فقدان نشاط السيتوكروم P-450 وغيرها من الإنزيمات المرتبطة بالغشاء المسؤولة عن التمثيل الغذائي للأجانب الحيوي والذي يؤدي إلى تأخر المعالجة الحيوية للسانجوينارين ويعزز من سميته التراكمية. تم توضيح العديد من خطوط الأدلة لتوضيح آلية سمية زيت الأرجون / قلويد. لقد ثبت أن سمية السانجوينارين تعتمد على تفاعل رابطة الإيمينيوم مع المواقع النووية مثل المجموعات الثيول، الموجودة في المواقع النشطة للأنزيمات والبروتينات الحيوية الأخرى، وبالتالي تشير إلى الطبيعة الكهربية للقلويد.
السمية الرئوية: إن الانخفاض في مستويات الجليكوجين بعد التسمم بزيت الأرجون يمكن أن يعزى إلى تحلل الجليكوجين المحسن مما يؤدي إلى تكوين الجلوكوز - 1 - الفوسفات، والذي يدخل المسار الغليكوليتي مما يؤدي إلى تراكم البيروفات في دم الحيوانات التجريبية ومرضى الاستسقاء. يمكن زيادة تعزيز تحلل الجليكوجين عن طريق تدخل السانارينارين في امتصاص الجلوكوز من خلال سد مضخة الصوديوم عبر مضخة الصوديوم والبوتاسيوم وبالتالي تثبيط النقل النشط للجلوكوز عبر الحاجز المعوي.  ثبت أن زيادة تركيز البيروفات في الدم يؤدي إلى إفساد الفسفرة المؤكسدة، وقد يكون ذلك مسؤولاً عن زيادة سماكة الحاجز البيني الفلكي والمساحة السنخية غير المنظمة في رئتي فئران تتغذى على زيت الأرجون وضيق التنفس كما لوحظ في الضحايا من البشر.
فشل القلب: إن تثبيط نشاط مضخة الصوديوم والبوتاسيوم للقلب من جانب السانجوينارين يرجع إلى التفاعل مع موقع مستقبلات الجليكوسيد القلبية للإنزيم، والذي قد يكون مسؤولاً عن إنتاج تغييرات تنكسية في ألياف عضلة القلب في جدار الأذنين للفئران النفط ويمكن أن تكون ذات صلة لعدم انتظام دقات القلب وفشل القلب في مرضى الخزب الويائي.
تأخر التصفية: إن تدمير السيتوكروم الكبدي P450 يؤثر بشكل كبير على الخلوص الأيضي عن طريق الكبد، يشير احتفاظ السنغينارين في الجهاز الهضمي والكبد والرئة والكلى والقلب والمصل حتى بعد 96 ساعة من التعرض إلى هذه باعتبارها المواقع المستهدفة المحتملة لسمية زيت الأرجون.

## التشخيص
يتم استخدام اختبار حامض النيتريك واختبار كروماتوجرافيا الورق في الكشف عن زيت الأرجون. يعتبر اختبار كروماتوجرافيا الورق هو الاختبار الأكثر حساسية.

## العلاج
يعد سحب زيت الطهي الملوث هو الخطوة الأولية الأكثر أهمية. الراحة في الفراش مع رفع الساقين والنظام الغذائي الغني بالبروتينات تكون عادةً مفيدة للعلاج. علاوةً على ذلك، مكملات الكالسيوم ومضادات الأكسدة (فيتامين C وE)، وفيتامين 1 B وفيتامينات B الأخرى تكون شائعة الاستخدام. نصح بعض الباحثون باستخدام الكورتيكوستيرويد ومضادات الهستامين مثل البروميثازين، ولكن لم يتم اثبات فعاليتها بعد. تستخدم مدرات البول عالمياً ولكن يجب توخي الحذر من عدم استنفاد الحجم داخل الأوعية الدموية إلا إذا كانت هناك ميزات قصور القلب الاحتقاني الصريح، لأن الوذمة ناتجة بشكل رئيسي عن زيادة نفاذية الشعيرات الدموية. تتم إدارة فشل القلب عن طريق الراحة في الفراش وتقييد الملح والديجيتال ومدرات البول. يتم علاج الالتهاب الرئوي بالمضادات الحيوية المناسبة. الفشل الكلوي قد يحتاج إلى علاج غسيل الكلى وينظر إلى الشفاء السريري الكامل. قد يحتاج الجلوكوما إلى تدخل جراحي، ولكنه يستجيب بشكل عام للإدارة الطبية.